# Te Aute College
Te Aute College (maori: Te Kura o Te Aute) è una scuola di tipo college nella regione di Hawke's Bay in Nuova Zelanda. Ha aperto nel 1854 con dodici allievi sotto la guida di Samuel Williams, un missionario anglicano, nipote e genero del vescovo William Williams. Ha un forte carattere Maori.
Fu costruito su un terreno fornito da Ngai Te Whatuiapiti, un hapū del iwi Ngāti Kahungunu. Nel 1857, un atto di donazione trasferì la terra da Te Whatuiapiti alla Corona, con la richiesta che fosse concessa al vescovo anglicano della Nuova Zelanda e ai suoi successori.